# Hebronmassakern 1994

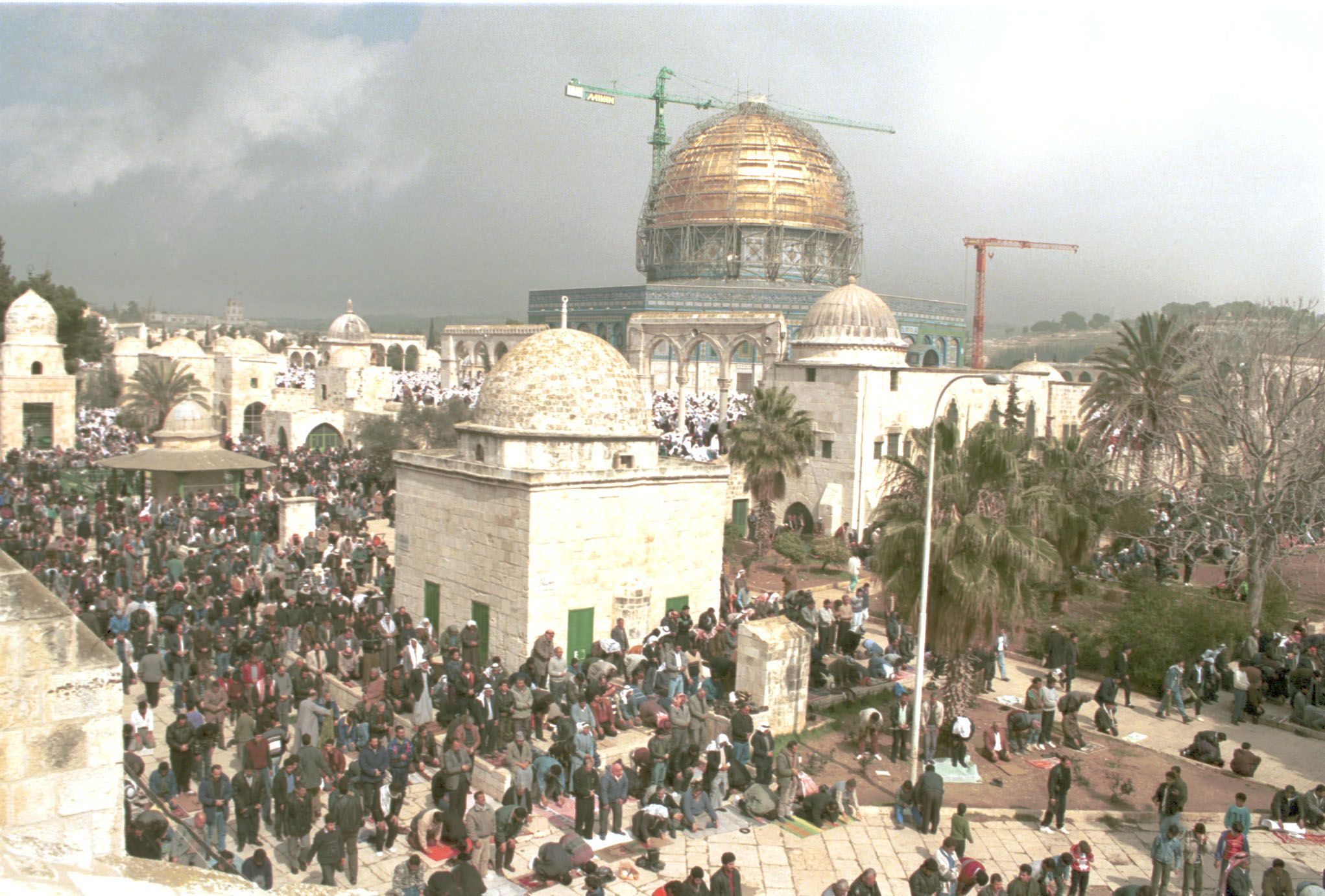
Upplopp efter Hebronmassakern.

Hebronmassakern 1994 ägde rum den 25 februari 1994. Den israeliske bosättaren Baruch Goldstein sköt ihjäl 29 bedjande palestinier i Ibrahimimoskén i Hebron under den judiska högtiden Purim.

## Händelseförlopp
Tidigt på morgonen hade troende palestinier strömmat in i moskén för att be fredagsbön. Myndigheterna hade förvarnats om att någon form av attentat skulle ske, men säkerhetsvakterna hade inte möjlighet att kontrollera alla förbipasserande. Goldstein steg in i en av gudstjänstlokalerna, där flera hundra muslimer förrättade bön. När de församlade böjde sig ner i riktning mot Mecka, öppnade han eld med ett automatvapen vilket dödade 29 och sårade ett hundratal människor. Goldstein kunde övermannas med hjälp av metallrör och en brandsläckare och blev lynchad på plats av överlevande. Massakern blev en tändande gnista till upplopp på de ockuperade områdena, varvid ytterligare 26 palestinier samt nio israeler dödades.

## Efterspel
En officiell israelisk kommission fastslog att Goldstein hade planerat och utfört massakern på egen hand. Israeliska myndigheter fördömde dådet i skarpa ordalag, men det kom att hyllas i judiska kretsar på den yttersta högerkanten. Goldsteins begravningsplats blev ett pilgrimsmål för extremister och hade vid millennieskiftet haft drygt 10 000 besökare.
Efter massakern införde israeliska myndigheter ett två månader långt utegångsförbud för de 170 000 palestinierna boende i Hebron.